# Németh András (pedagógus)
Németh András (Kemeneskápolna, 1950. október 29. –) pedagógus, neveléstörténész, az Eötvös Loránd Tudományegyetem Pedagógiai és Pszichológiai Karának (ELTE PPK) professor emeritusa.

## Pályája
Felsőfokú tanulmányait előbb 1971 szeptembere és 1975 júliusa között Pécsen, a Pollack Mihály Műszaki Főiskolán végezte, ahol vegyipari gépész üzemmérnökként diplomázott. Ezt követően fordult a pedagógia irányába: 1977 és 1979 között az egri Ho Si Minh Tanárképző Főiskolára járt, ahol általános iskolai tanári képesítést szerzett, majd 1982-ben elvégezte az ELTE Bölcsészettudományi Karán a pedagógia szakot is. Ezt követően maradt az ELTE BTK-n, ahol 1985 és 1988 között Mészáros István vezetése alatt tudományos ösztöndíjasként folytatta munkáját, emellett pedig 1989-ig a Zsámbéki Tanítóképző Főiskola adjunktusa, majd egy évig a Kecskeméti Tanítóképző Főiskola docense és egyben főigazgató-helyettes is volt. 1986-ban a neveléstörténet, filozófia és pszichológia területén egyetemi doktori fokozatot, 1989-ban a neveléstudományok kandidátusa címet ítélték oda neki. 1990 és 1992 között ELTE Tanárképző Főiskolai Kar (ELTE TFK) főiskolai docense, 2003-ig (az ELTE PPK megszervezéséig) főiskolai tanárként a Neveléstudományi Tanszék vezetője (közben 1999-től a TFK főigazgatói tisztségét is ellátta). 1997 óta ELTE Neveléstudományi Doktori Iskola (ELTE NDI) törzstagja, 2005 és 2023 között az Elméleti-Történeti Pedagógia Program, 2015 és 2022 között pedig az ELTE PPK-n működő Történeti, Elméleti és Összehasonlító Pedagógiai Kutatócsoport (TEÖP) vezetője volt. 2020-ban professor emeritusnak nevezték ki, oktatói tevékenységét – elsősorban az NDI-ben – jelenleg is folytatja. Mindeközben munkatársaival és külföldi oktatókkal közösen 1995-ben létrehozta a Magyar Reformpedagógiai Egyesület – Jena-plan Kutatócsoportot, amely civil szervezetként mindazon magánszemélyek (gyakorló pedagógusok, főiskolai és egyetemi hallgatók és oktatók, szülők, érdeklődők) szerveződéseként definiálja önmagát, akik a gyermekközpontú reformpedagógiai szemlélet megismerésével, terjesztésével foglalkoznak. A szervezetnek 2003-ig volt a vezetője, azóta pedig tiszteletbeli elnökként segíti a munkáját.
A főváros mellett több vidéki felsőoktatási intézményben is dolgozik. 2000-ben a debreceni Kossuth Lajos Tudományegyetemen habilitált a neveléselmélet és neveléstörténet területén, 2006 óta témakiíró a Pécsi Tudományegyetem "Oktatás és Társadalom" Doktori Iskolájában, illetve a Szegedi Tudományegyetem Neveléstudományi Doktori Iskolájában, 2013-tól kezdődően tagja a milánói Szent Szív Katolikus Egyetem Neveléstudományi Doktori Iskolája nemzetközi tudományos testületének. A határon túli intézmények közül a komárnoi Selye János Egyetem pedagógiai doktori program tudományos tanácsának tagja és oktatója.

## Tudományos fokozatai
- Neveléstudományok kandidátusa (1989) – Tudományos Minősítő Bizottság
- Habilitált doktor (2000) – Kossuth Lajos Tudományegyetem
- Magyar Tudományos Akadémia doktora (2004)

## Kutatási területei
- Neveléstörténet – különös tekintettel a modern korra
- A neveléstudomány tudománytörténete
- A pedagógusképzés és  a pedagogues professziók története
- A reformpedagógia elmélete és története
- Történeti pedagógiai antropológia
- A múzeumpedagógia elmélete és története

## Szakmai, közéleti tevékenység
- MTA Pedagógiai Bizottság tagja
- MTA Pedagógiai Bizottság Neveléstörténeti Albizottság elnöke
- MTA Művelődéstörténeti Bizottságának tagja
- MTA Néprajzi Bizottság Tánctudományi Munkabizottságának tagja
- ELTE PPK Neveléstudományi Doktoriskola törzstagja, a Pedagógiatörténeti Program vezetője
- Szegedi Tudományegyetem habilitációs és neveléstudományi bizottságának külső tagja
- ELTE PPK Kari Tudományos, Doktori és Habilitációs Bizottságának tagja
- ELTE Egyetemi Doktori Tanácsának póttagja
- Pedagógiatörténeti Tanszék Tudományos Közleményei sorozat társszerkesztője
- Neveléstudomány-történeti Tanulmányok (1-12.) sorozatszerkesztője (Osiris, majd 2004-től Gondolat Kiadó)
- Magyar Pedagógia szerkesztőbizottságának tagja
- Neveléstörténet  szerkesztőbizottságának tagja

## Könyvei 1990-2006
- A magyar tanítóképzés története  (1990)
- Weszely Ödön  (1990)
- Lubrich Ágost  (1992)
- A reformpedagógia múltja és jelene  (1993)
- Neveléstörténet  (Pukánszky Bélával, 1994)
- Nevelés, gyermek, iskola  (1997)
- Bevezetés a nevelés történeti és elméleti kérdéseibe  (1997)
- Bevezetés a pedagógia és az iskoláztatás történetébe  (Mészáros Istvánnal, Pukánszky Bélával, 1999)
- Reformpedagógia és az iskola reformja  (Ehrenhard Skierával, 1999)
- A modern pedagógia kialakulása és fejlődése  (1999)
- Neveléstudomány-történeti tanulmányok  (H.-E. Tenorthtal, 2000)
- A magyar neveléstudomány fejlődéstörténete  (2002)
- A pedagógia problématörténete  (Pukánszky Bélával, 2004)
- A magyar pedagógia tudománytörténete  (2005).

## Újabb - 2006 utáni - művei
| 1. | Németh András The Historical Educational Research in Hungary. His History and Actual Position.: Die historische Pädagogik in Ungarn. Geschichte und heutiger Stand ESPACIO TIEMPO Y EDUCACIÓN 3:(1) pp. 85-110. (2016) Link(ek): DOI, WoS Folyóiratcikk/Szakcikk/Tudományos                                                                                            |
| 2. | Németh András Die Rolle des Herbartianismus in der Gründung der ungarischen Pädagogik und Gymnasiallehrerbildung in der 2. Hälfte des 19. Jahrhunderts In: Bolle, Rainer, Halbeis, Wolfgang (szerk.) Wie lernt man erziehen? Zur Didaktik der Pädagogik. Jena: Garamond Verlag,2016. pp. 153-166. Befoglaló mű link(ek): Kiadónál Könyvrészlet/Könyvfejezet/Tudományos |